# Phaeomollisia
Phaeomollisia is een monotypisch geslacht van schimmels uit de familie Mollisiaceae. Het bevat alleen Phacidiella salicina. 